# Institut Teknologi Bandung

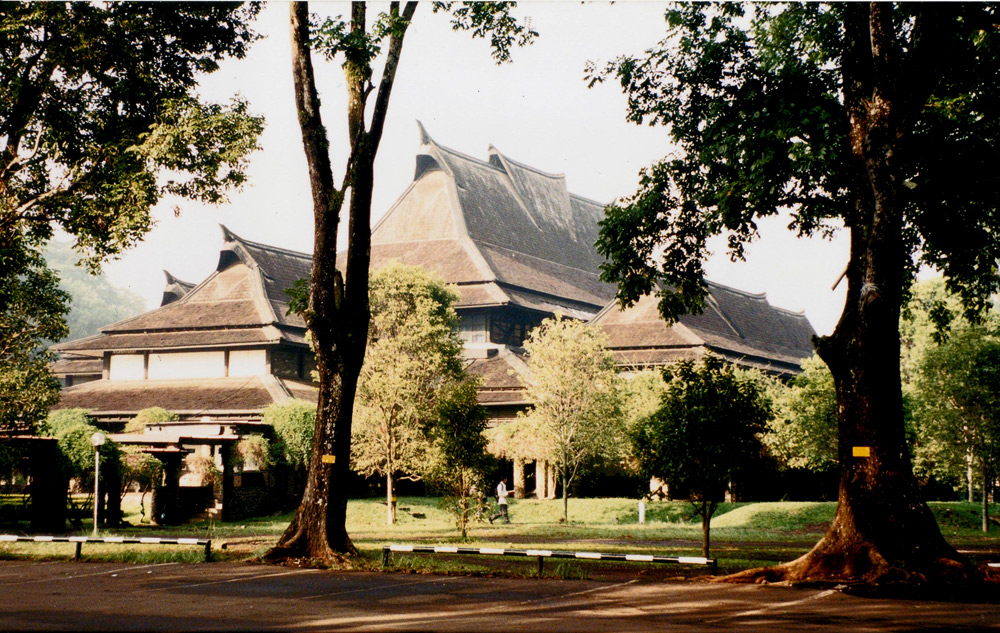
Institut Teknologi Bandung

Das Institut Teknologi Bandung (kurz ITB) ist eine technische Hochschule in Bandung, Indonesien.

## Geschichte
Sie wurde 1920 gegründet und ist die älteste technologie-orientierte Universität des Landes. Sie wurde von der niederländischen Kolonialverwaltung als Technische Hoogeschool te Bandung (THB)  eingerichtet, um die Bedürfnisse über technische Ressourcen der Kolonie zu erfüllen. Am 3. Juli 1920 nahm die „Faculteit van Technischen tuur en Wetenschap“ (Fakultät für technische Wissenschaften) mit der  afdeeling der Weg en Waterbouw (Abteilung Straße und Wasserwirtschaft) den Lehrbetrieb auf. Nach der Unabhängigkeit Indonesiens im Jahr 1945 wurde sie Teil der Fakultät für Ingenieurwissenschaften der Universität Indonesia  in Jakarta. Am 2. März 1959 wurde das ITB dann offiziell als eigenständige akademische Einrichtung von der Regierung Indonesiens anerkannt.

## Persönlichkeiten
- Leendert van der Pijl (Botaniker und Dozent am ITB)
- Sukarno (erster Präsident der Republik Indonesien und Alumni ITB)
- Bacharuddin Jusuf Habibie (Wissenschaftler und Politiker und Alumni ITB)
- Asep Wildan (Student und Geologe)
- Adriaan Cornelis Zaanen (1913–2003), niederländischer Mathematiker, war von 1947 bis 1950 Professor am Institut Teknologi Bandung